# Mlinarics Lajos
Mlinarics Lajos, néhol Mlinarits Lajos (1743 – Nagygörbő, Zala vármegye, 1802. november 11.) Zala vármegye alispánja, földbirtokos, szabadkőműves, a zalaegerszegi szabadkőműves páholy felügyelője.

## Élete
Egy Zala vármegyei római katolikus nemesi családban született. Apja, Mlinarics Pál, földbirtokos, aki Vas vármegyében született. Alap tanulmányai befejezése után a vármegye szolgálatába lépett. 1773. április 14.-étől 1775.-ig a muraközi járás főszolgabírája volt. 1781. szeptember 24.-e és 1786. július 14.-e között a vármegye első aljegyzőjéként tevékenykedett. 1790. április 7.-én Zala vármegye másodalsipánjává választották. Spissich János Zala vármegye első alispánját 1797. április 25-én I. Ferenc magyar király a tisztségékből váltotta le; egyszerre nemes Mlinarics Lajos másodalispánt, és az egész szabadkőműves szimpatizáló gárdáját, azért mert szembeszálltak az akaratával (az 1797. április 12-i zalai megyegyűlés franciabarát határozata miatt elmozdították). Spissich Jánost, besenyői és velikei Skublics Jánost (1738-1808), Mlinarics Lajost, Tuboly Lászlót, Csány Mártont és több vármegyei hivatalnokot elmozdított az uralkodó és a vármegye táblabírák sorából eltörölni rendelte.

## Házasságai és leszármazottjai
Első felesége, nemes Chinorányi Terézia asszony, akinek az édesapja, nemes Chinorányi Lipót, nagykanizsai postamester 1755. április 28-án nemességet és családi címert szerzett Mária Terézia magyar királynőtől. Mlinarics Lajos és Chinorányi Terézia házasságából született:
- Mlinarits Anna (Kisgörbő, 1772. –Martonfa, 1844. december 12.). Férje: forintosházi Forintos Boldizsár (Nagykanizsa, 1768. január 21. – Mihályfa, 1828. augusztus 26.), jogász, alszolgabíró, táblabíró, földbirtokos, zalai szabadkőműves.
- Mlinarits István Lipót Boldizsár (*Letenye, Zala vármegye, 1778. december 26.–Sümeg, 1861. december 15.),[3] a szántói járás alszolgabírája, táblabíró, nagygörbői földbirtokos. Nőtlen.

Mlinarits Lajosnak a második hitvese, rákosi Boros Terézia (Kemenesszentmárton, 1747. március 22.–Nagygörbő, 1817. március 7.) asszony, aki kishevenessi Hevenessy István (1717–1786) földbirtokosnak a özvegye, és egyben rákosi Boros András vasi főszolgabirónak és nemes Könyves Borbálának a lánya volt. Mlinarics Lajos és Boros Terézia frigyéből nem született gyermek.